# ريو غراندي (رافد لنهر بارانا)
ريو غراندي  ( البرتغالية : "النهر العظيم") هو نهر في جنوب وسط البرازيل . يرتفع في جبال مانتيكويرا في ولاية ميناس جرايس وينحدر في الداخل، من الشمال الغربي إلى الغرب. مسارها السفلي يمثل جزءًا من حدود ميناس جيرايس- ساو باولو. عند حدود ولاية ماتو جروسو دو سول ، بعد دورته المائية 1,090 كيلومتر (677 ميل) ،  تنضم إلى نهر بارانيبا لتشكيل نهر بارانا العلوي .
ينتمي حوض نهر ريو غراندي إلى حوض نهر بارانا. تبلغ مساحتها الإجمالية 143,000 كيلومتر مربع (55,213 ميل2) ، منها 86,500 كيلومتر مربع (33,398 ميل2) تقع داخل ولاية ميناس جيرايس، وهو ما يعادل 17.8 ٪ من أراضي الدولة. حوض ريو غراندي مسؤول عن حوالي 67 ٪ من إجمالي الطاقة المولدة في الولاية.
تمت مقاطعة غراندي بواسطة العديد من السدود والخزانات. في الجزء العلوي من غراندي يوجد العديد من السدود منها : سد فرناس، ثم سد بيكسوتوس، ومصب سد لويس باريتو، وسد جاكوارا، وسد فولتا غراندي، وسد ماريموندو وأجوا فيرميلها .
يلعب النهر دورًا رئيسيًا في إنتاج الكهرباء ، نظرًا لأن المنحدرات والشلالات متوفرة فيه، ولغياب الأقفال، لا يمكن التنقل فيه إلا بواسطة قوارب صغيرة على امتدادات محدودة. 
الروافد الرئيسية لنهر ريو غراندي هي: 
- ريو أيوروكا ، ومصدرها في إيتامونتي
- ريو داس مورتيس ، التي يقع مصدرها بين بارباسينا وسينهورا دوس ريميديوس
- ريو جاكاري ، التي يوجد مصدرها في سيرا دو جالبا
- ريو سابوكاي ، الذي ينبع من جبال مانتيكويرا في ساو باولو
- ريو باردو ، ومصدره في إيبويينا.

## روابط خارجية
- ريو غراندي في ويكيمابيا ، عرض تضاريس جوجل، تركزت على موقع الصورة أعلاه